# Blagaje
Bllagajë en albanais et Blagaje en serbe latin (en serbe cyrillique : Благаје) est une localité du Kosovo située dans la commune/municipalité de Pejë/Peć et dans le district de Pejë/Peć. Selon le recensement kosovar de 2011, elle compte 773 habitants.

## Démographie

### Évolution historique de la population dans la localité
| 1948 | 1953 | 1961 | 1971 | 1981 | 1991 | 2011 |
| ---- | ---- | ---- | ---- | ---- | ---- | ---- |
| 207  | 221  | 327  | 474  | 635  | 695  | 773  |

|  |

### Répartition de la population par nationalités (2011)
En 2011, les Albanais représentaient 93,27 % de la population et les Égyptiens 6,21 %.